# Darren Balmforth
Darren Balmforth (Hobart, 16 de octubre de 1972) es un deportista australiano que compitió en remo.
Participó en los Juegos Olímpicos de Sídney 2000, obteniendo una medalla de plata en la prueba de cuatro sin timonel ligero. Ganó tres medallas en el Campeonato Mundial de Remo entre los años 1997 y 1999.
En 2001 fue condecorado con la Medalla Deportiva Australiana.

## Palmarés internacional
| Juegos Olímpicos   | Juegos Olímpicos        | Juegos Olímpicos  | Juegos Olímpicos          |
| Año                | Lugar                   | Medalla           | Prueba                    |
| ------------------ | ----------------------- | ----------------- | ------------------------- |
| 2000               | Sídney (Australia)      | Medalla de plata  | Cuatro sin timonel ligero |
| Campeonato Mundial |                         |                   |                           |
| Año                | Lugar                   | Medalla           | Prueba                    |
| 1997               | Aiguebelette (Francia)  | Medalla de oro    | Ocho con timonel ligero   |
| 1998               | Colonia (Alemania)      | Medalla de bronce | Cuatro sin timonel ligero |
| 1999               | St. Catharines (Canadá) | Medalla de plata  | Cuatro sin timonel ligero |